# Little Feat
Little Feat ist eine amerikanische Rockband. Sie wurde 1969 in Los Angeles von Lowell George gegründet und löste sich nach dessen Tod 1979 auf. 1988 fanden sich die überlebenden Musiker wieder zusammen. Little Feat spielt erdige Rockmusik mit deutlichen Country- und Blues-Anklängen, eine „Symbiose aus anarchistischer Primitiv-Folklore und rocktechnologischer Finesse“. In der zweiten Hälfte der 1970er Jahre erweiterte die Band ihr Repertoire mit Funk- und Salsa-Rhythmen in Richtung Jazz Rock.

## Bandgeschichte

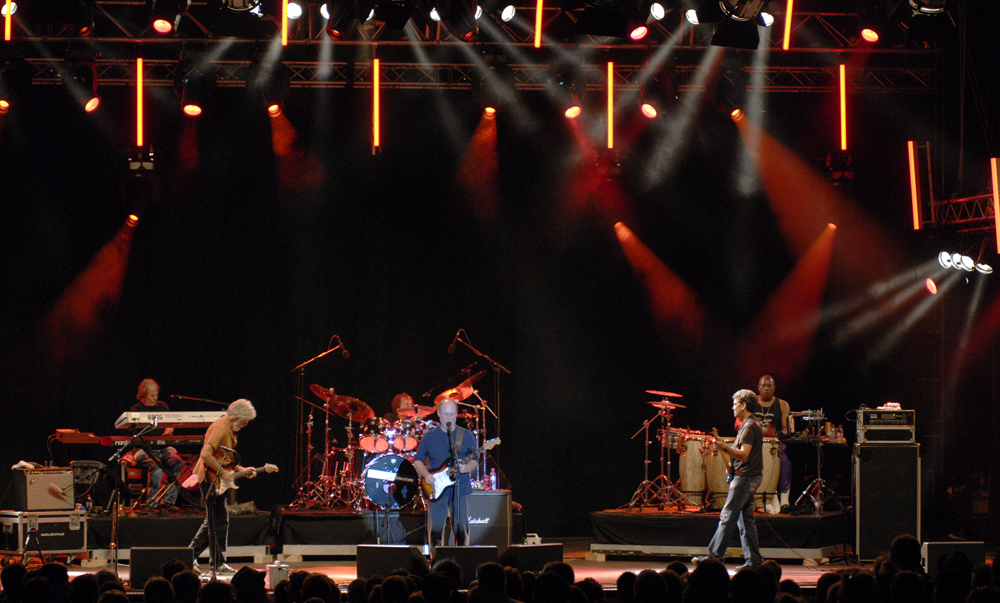
Little Feat 2009 Stockholm

Lowell Georges hatte 1969 zusammen mit Roy Estrada die Mothers of Invention verlassen, um eine eigene Band zu gründen; Frank Zappa hatte ihm das empfohlen, als er Georges Song Willin’ hörte. Sie konnten Bill Payne und Richard Hayward als Mitglieder gewinnen.

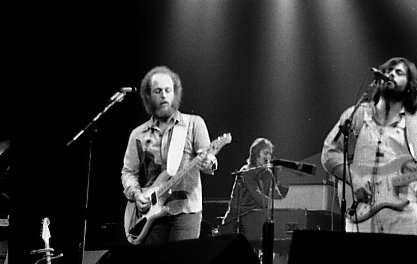
Little Feat 1977 Paul Barrere und Lowell George

Russ Titelman produzierte das 1971er Debüt Little Feat, auf dem Ry Cooder als Gaststar zu hören war. Weder die Single Hamburger Midnight noch das Album verkauften sich gut, trotz sehr guter Kritiken. Auch das zweite Album Sailin’ Shoes von 1972 floppte, obwohl es von der Kritik hoch gelobt wurde. Auf beiden Alben war eine Kombination aus verschiedenen Musikstilen aus dem Süden der USA zu hören.
Roy Estrada stieg 1972 aus, für ihn kamen Kenny Gradney, Sam Clayton und Paul Barrère. Die Alben Dixie Chicken (1973) und Feats Don’t Fail Me Now (1974) brachten schon mehr Umsatz für die Band. Auf Dixie Chicken spielte die Band Countryrock. Auf einer Europa-Tournee mit den Doobie Brothers 1975 spielte die Band verschiedene Stile. Die Genres reichten dabei von Country über Blues bis Boogie. Mit The Last Record Album (1975), das thematisch eher düster gehalten war und erstmals auch Synthesizer-Klänge bot, gelang der Band der Durchbruch. 1976 tourte Little Feat erneut durch Europa, u. a. auch im Vorprogramm der Rolling Stones.
Auf der 1977er LP Time Loves a Hero waren Jazz-Rock-Anklänge zu hören. Der Rezensent der Sounds hatte nach erstem Durchhören das Gefühl, er habe „aus Versehen 'ne Chick Corea-LP erwischt“. Im selben Jahr musste sich der drogensüchtige George einer Entziehungskur unterziehen. Das Doppelalbum Waiting for Columbus aus dem Jahre 1978 präsentierte die Qualitäten von Little Feat als Live-Band. Es erreichte mit Verkäufen von über einer Million Exemplaren erstmals Platin. Noch während der Produktion des darauffolgenden Albums Down on the Farm (1979) verließ George die Band, die sich daraufhin auflöste. Hepatitiskrank und mit einem Körpergewicht von 270 Pfund (135 Kilogramm) starb George am 29. Juni 1979 an einem Herzanfall.
1981 wurde die Doppel-LP Hoy-Hoy! veröffentlicht, die Outtakes und Live-Aufnahmen bot.
1988 kam es zu einer Reunion von Little Feat mit Barrère, Clayton, Hayward, Payne, Gradney, Craig Fuller und Fred Tackett, und mit Fuller als Sänger wurde die LP Let It Roll veröffentlicht. Es folgte 1990 Representing the Mambo. Die Sängerin Shaun Murphy ersetzte 1993 Craig Fuller als festes Mitglied der Gruppe. Es folgten noch die Studio-Alben Under the Radar (1998), Chinese Work Songs (2000), Kickin' It at the Barn (2003) und Join the Band (2008).
Im Februar 2009 verließ Shaun Murphy die Band. Der Drummer Richie Hayward wurde im August 2009 mit der Diagnose Leberkrebs konfrontiert, er verstarb im Jahr 2010. Haywards Schlagzeug-Techniker Gabe Ford spielt seitdem Schlagzeug. Im Oktober 2019 starb Gitarrist Paul Barrère.

## Diskografie

### Studioalben
| Jahr | Titel                   | Höchstplatzierung, Gesamtwochen, AuszeichnungChartplatzierungen (Jahr, Titel, Platzierungen, Wochen, Auszeichnungen, Anmerkungen) | Höchstplatzierung, Gesamtwochen, AuszeichnungChartplatzierungen (Jahr, Titel, Platzierungen, Wochen, Auszeichnungen, Anmerkungen) | Höchstplatzierung, Gesamtwochen, AuszeichnungChartplatzierungen (Jahr, Titel, Platzierungen, Wochen, Auszeichnungen, Anmerkungen) | Anmerkungen |
| Jahr | Titel                   | CH | UK | US | Anmerkungen |
| ---- | ----------------------- | --- | --- | --- | ----------- |
| 1974 | Feats Don’t Fail Me Now | — | UK— SilberUK | US36 Gold · (16 Wo.)US |             |
| 1975 | The Last Record Album   | — | UK36 Silber · (3 Wo.)UK | US36 (15 Wo.)US |             |
| 1977 | Time Loves a Hero       | — | UK8 Silber · (11 Wo.)UK | US34 Gold · (18 Wo.)US |             |
| 1979 | Down on the Farm        | — | UK46 (3 Wo.)UK | US29 (21 Wo.)US |             |
| 1981 | Hoy-Hoy!                | — | UK76 (1 Wo.)UK | US39 (13 Wo.)US |             |
| 1988 | Let It Roll             | CH27 (2 Wo.)CH | — | US36 Gold · (33 Wo.)US |             |
| 1990 | Representing the Mambo  | CH37 (1 Wo.)CH | — | US45 (16 Wo.)US |             |
| 1991 | Shake Me Up             | — | — | US126 (6 Wo.)US |             |
| 1995 | Ain’t Had Enough Fun    | — | — | US154 (3 Wo.)US |             |
| 2008 | Join the Band           | — | — | US81 (2 Wo.)US |             |
| 2025 | Strike Up the Band      | CH63 (1 Wo.)CH | — | — |             |

grau schraffiert: keine Chartdaten aus diesem Jahr verfügbar
Weitere Studioalben
- 1970: Little Feat
- 1972: Sailin’ Shoes
- 1973: Dixie Chicken (US: Gold, UK: Silber)
- 1998: Under the Radar
- 2000: Chinese Work Songs
- 2003: Kickin’ It at the Barn
- 2012: Rooster Rag
- 2024: Sam’s Place

### Livealben
| Jahr | Titel                | Höchstplatzierung, Gesamtwochen, AuszeichnungChartplatzierungen (Jahr, Titel, Platzierungen, Wochen, Auszeichnungen, Anmerkungen) | Höchstplatzierung, Gesamtwochen, AuszeichnungChartplatzierungen (Jahr, Titel, Platzierungen, Wochen, Auszeichnungen, Anmerkungen) | Höchstplatzierung, Gesamtwochen, AuszeichnungChartplatzierungen (Jahr, Titel, Platzierungen, Wochen, Auszeichnungen, Anmerkungen) | Höchstplatzierung, Gesamtwochen, AuszeichnungChartplatzierungen (Jahr, Titel, Platzierungen, Wochen, Auszeichnungen, Anmerkungen) | Anmerkungen                                                              |
| Jahr | Titel                | DE | CH | UK | US | Anmerkungen                                                              |
| ---- | -------------------- | --- | --- | --- | --- | ------------------------------------------------------------------------ |
| 1978 | Waiting for Columbus | DE51 (1 Wo.)DE | CH55 (1 Wo.)CH | UK43 (1 Wo.)UK | US18 Platin · (25 Wo.)US | Chartplatzierungen Deutschland und Schweiz erst 2022 durch neue Edition. |

grau schraffiert: keine Chartdaten aus diesem Jahr verfügbar
Weitere Livealben
- 1996: Live from Neon Park
- 2000: Extended Versions: The Encore Collection
- 2002: Live at the Rams Head
- 2003: Down Upon the Suwannee River
- 2004: High Wire Act Live in St. Louis 2003
- 2005: Barnstormin’ Live Volume One
- 2005: Barnstormin’ Live Volume Two
- 2007: Rocky Mountain Jam (Live)
- 2010: Rams Head Revisited
- 2012: American Cutie
- 2013: Hellzapoppin
- 2014: On Your Way Down

### Videoalben
- Rockpalast Live (2000) – „Rockpalast“ Juli 1977 und ein Bonustrack Pinkpop Festival, Geleen, Holland, 7. Juni 1976
- High Wire Act Live In St. Louis 2003 (2004 live)
- Little Feat & Friends in Jamaica – Burgers & Paradise (2006 live) – Little Feat & Friends in Jamaica 2005
- Little Feat: Skin It Black – The Rockpalast Collection (2009)